# МАЗ-7310
МАЗ-543/МАЗ-7310 — найбільший автомобіль із родини радянських важких чотиривісних автомобілів, створених у 60-х. Випускається Мінським автомобільним заводом з 1976 р. Кузов — бортова платформа, дві двомісні кабіни. Модифікація автомобіля — МАЗ-73101 — лісовоз.

## Загальна характеристика
У передній частині автомобіля розташований V-подібний двигун. Обабіч від нього знаходяться дві кабіни, що вміщують по двоє людей кожна. Кабіни виготовлені із пластичних матеріалів — поліефірна смола, армована склотканиною.
Сидіння розташовані одне за одним. Таке компонування має переваги при створенні самохідної ракетної установки з низько розташованим центром ваги. Всі колеса машини ведучі, з системою регулювання тиску в шинах, перша і друга пара коліс — керовані. Всі колеса мають незалежну підвіску.

## Модифікації
- МАЗ-543П — самохідний ракетний комплекс стратегічного призначення.

Також були створені самохідні ракетні комплекси для запуску ракет оперативно-тактичного призначення — 9К72 «Ельбрус».

## Технічні характеристики
- Вантажопідйомність — 20000 кг
- Додаткова маса причепа — 25000 кг
- Власна маса — 24000 кг
- Повна маса — 44000 кг
- Габаритні розміри, мм:
  - довжина — 11660
  - ширина — 3050
  - висота — 2950
- База — 7700 мм
- Колія — 2375 мм
- Дорожній просвіт — 400 мм
- Максимальна швидкість — 60 км/год
- Двигун — Д12А-525А, дизельний, V-подібний, дванадцятициліндровий, максимальна потужність 525 к. с.
- Підвіска — незалежна всіх коліс
- Розмір шин — 1500х600-635